# Finlandia en la Segunda Guerra Mundial

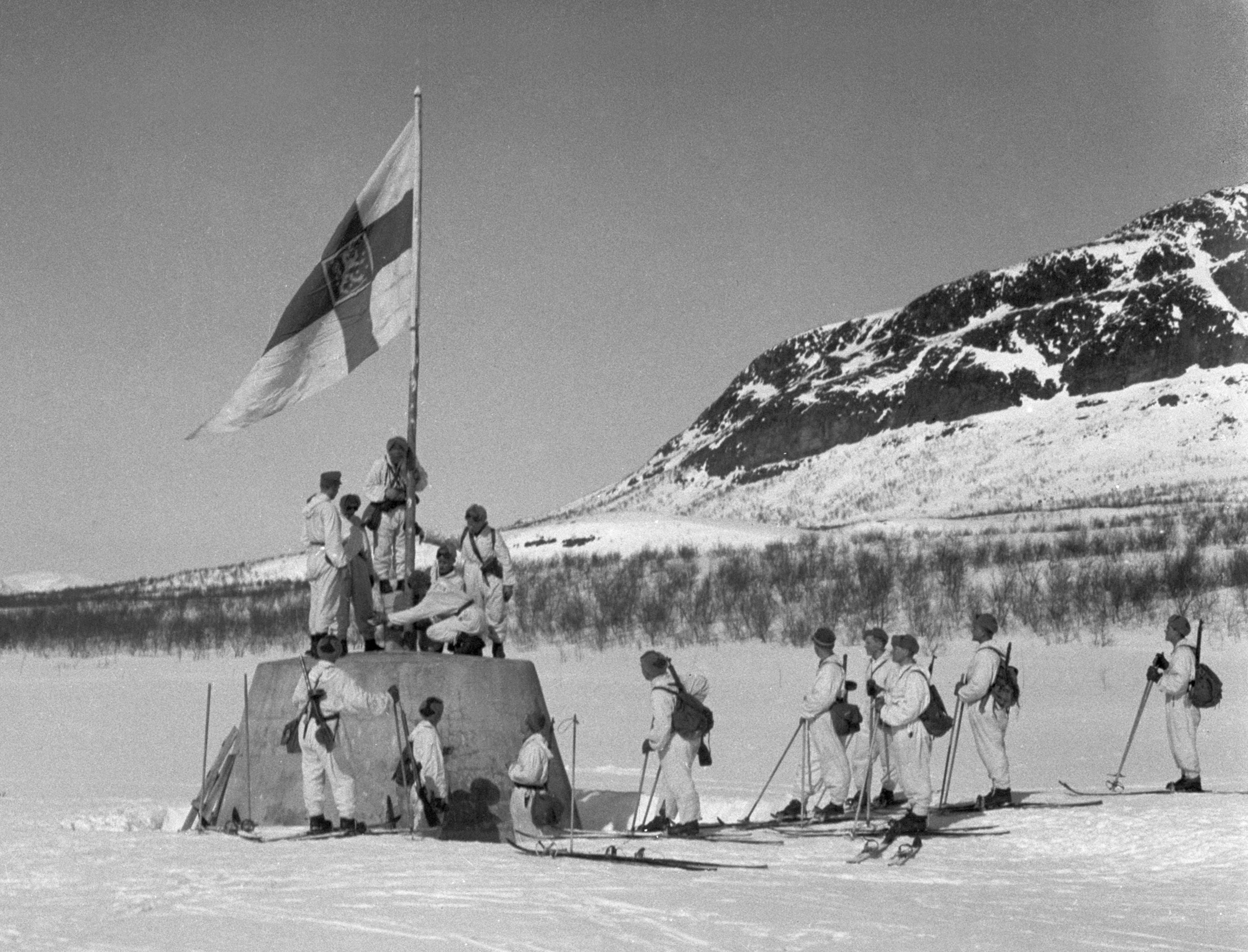
Los soldados finlandeses levantan la bandera en Treriksröset de tres países entre Noruega, Suecia y Finlandia el 27 de abril de 1945, que marcó el final de la Segunda Guerra Mundial en Finlandia.

Finlandia participó en la Segunda Guerra Mundial, primero luchando contra las potencias aliadas, principalmente contra la Unión Soviética, como un país colaborador del eje, y luego de ser derrotada por la Unión Soviética fue obligada a luchar contra la Alemania nazi. Como las relaciones con la Unión Soviética cambiaron durante la guerra, Finlandia se colocó en la situación inusual de estar a favor, y luego en contra y luego a favor de los intereses generales de las potencias aliadas. Finlandia peleó la mayoría del conflicto como aliado de la Alemania nazi, hasta que fueron vencidos por los soviéticos en la Operación Barbarroja.
Los dos primeros conflictos principales fueron la Guerra de Invierno defensiva contra una invasión de la Unión Soviética en 1939–1940, seguida de la Guerra de Continuación, su más largo periodo en la guerra, en la que estuvo junto a las Potencias del Eje contra los aliados, entre 1941–1944. El tercer conflicto, la guerra de Laponia contra Alemania en 1944–1945, siguió a la firma de un acuerdo de armisticio con las potencias aliadas, que estipulaba la rendición de Finlandia y su colaboración en la expulsión de las fuerzas nazis alemanas del territorio finlandés.
Al final de las hostilidades, Finlandia logró mantener su separación de la URSS, pero tuvo que ceder casi el 10% de su territorio, incluida su segunda ciudad más grande, Viipuri, y por su amplia colaboración con los nazis, también debía pagar una gran cantidad de reparaciones de guerra a la Unión Soviética. Como resultado de esta pérdida territorial, todos los habitantes de Carelia del Sur abandonaron sus hogares y se mudaron a áreas que permanecían dentro de las fronteras de Finlandia.

## Fondo

### La secesión de Finlandia
En 1809, el Imperio ruso conquistó Finlandia a Suecia en la Guerra de Finlandia. Finlandia entró en una unión personal con el Imperio ruso como un gran ducado con amplia autonomía. Durante el período de gobierno ruso, el país en general prosperó. El 6 de diciembre de 1917, durante la guerra civil rusa, el Suomen Eduskunta (parlamento de Finlandia) declaró su independencia de Rusia, que fue aceptada por el gobierno bolchevique de la Unión Soviética el 31 de diciembre. En enero de 1918, el parlamento ordenó al General Carl Mannerheim que utilizara la Guardia Blanca finlandesa para desarmar a la Guardia Roja finlandesa y las tropas rusas en el país, lo cual comenzó el 27 de enero y dio comienzo a la guerra civil finlandesa.
Las tropas alemanas intervinieron en Finlandia después de que colapsaran el Frente Oriental y las negociaciones de paz entre los bolcheviques y Alemania, y ocuparon Helsinki. La facción Roja fue derrotada y los supervivientes fueron sometidos a un reinado de terror, en el que murieron al menos 12.000 personas. Un nuevo gobierno con Juho Kusti Paasikivi como primer ministro siguió una política proalemana y trató de anexar a la Carelia rusa, que tenía una mayoría de habla finlandesa a pesar de no haber sido nunca parte de Finlandia.

### Tratado de Tartu
Tras la extinción de la monarquía de Hohenzollern el 9 de noviembre de 1918, Polonia, Estonia, Letonia y Lituania se independizaron, las tropas alemanas partieron de Finlandia y los barcos británicos navegaron en el Báltico. Mannerheim fue elegido regente por la Eduskunta y la política finlandesa se convirtió en pro-Entente cuando las potencias occidentales intervinieron en la Guerra Civil Rusa (7 de noviembre de 1917 - 16 de junio de 1923). Mannerheim favoreció la intervención contra los bolcheviques, pero la sospecha de que los rusos blancos se negaron a reconocer la independencia finlandesa hizo que su política agresiva fuera rechazada, luego la victoria bolchevique en Rusia se impidió las hostilidades finlandesas.
Paasikivi dirigió una delegación a Tartu en Estonia con instrucciones para establecer una frontera desde el lago Ladoga en el sur, a través del Lago Onega hasta el Mar Blanco en el norte. La importancia del ferrocarril de Murmansk, construido en 1916, significó que la delegación soviética rechazó la propuesta de la frontera con Finlandia y el tratado del 14 de octubre de 1920 reconoció una frontera en la cual Finlandia obtuvo el puerto norte de Petsamo (Pechenga) una salida al Océano Ártico y una frontera aproximadamente igual a la del antiguo Gran Ducado de Finlandia, las reclamaciones en áreas de Carelia Oriental fueron abandonadas y los soviéticos aceptaron que la frontera sureste no se movería al oeste de Petrogrado.

### Guerra de invierno
Durante el período de la guerra de invierno, la relación entre Finlandia y la Unión Soviética fue tensa. Algunos elementos en Finlandia mantuvieron el sueño de la "Gran Finlandia", que incluía conquistar la parte de Carelia controlada por los soviéticos. La proximidad de la frontera con Finlandia a Leningrado (ahora San Petersburgo) causó preocupación en el liderazgo soviético. El 23 de agosto de 1939, la Alemania nazi y la Unión Soviética firmaron el Pacto Molotov-Ribbentrop. Una cláusula secreta de este acuerdo marcó a Finlandia como parte de la esfera de influencia soviética. El 12 de octubre, la Unión Soviética inició negociaciones con Finlandia sobre partes del territorio finlandés, el istmo de Carelia, las islas del Golfo de Finlandia y la península de Hanko. No se llegó a ningún acuerdo. El 26 de noviembre, la Unión Soviética acusó al ejército finlandés de bombardear el pueblo de Mainila y, sin tomar retaliaciones, propuso al gobierno Finlandés que retirase sus tropas de la frontera, hasta una distancia de entre 20 y 25 km. El ejército Finlandés rechazó el pedido, continuando con las hostilidades en algunos puntos de la frontera. En seguida, el gobierno soviético declaró que el pacto de no agresión que había firmado con Finlandia en 1932 dejaba de tener efecto. El 30 de noviembre, las fuerzas del Ejército Rojo lanzaron una operación contra las fuerzas hostiles de Finlandia, iniciándose así la Guerra de Invierno. Finlandia denunció ante la Liga de las Naciones que eran los soviéticos quienes habían iniciado las hostilidades y, como resultado, la Unión Soviética fue expulsada de ese organismo el 14 de diciembre.

## Campaña

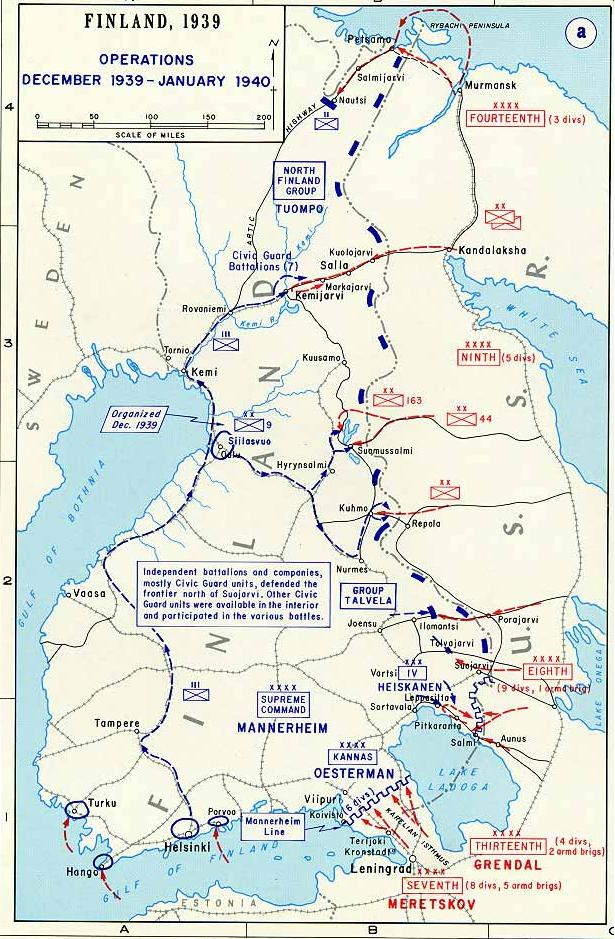
Primera fase de la guerra de invierno.

El objetivo de la invasión era recuperar Finlandia por la Unión Soviética. El primer ataque, el 30 de noviembre de 1939, fue un bombardeo aéreo de la ciudad de Helsinki y en toda la frontera finlandesa-soviética. Esto puso al pueblo finlandés a la defensiva sin tener que tomar ninguna decisión, unificando al país una vez dividido. La invasión soviética estaba destinada a ser una liberación de los "finlandeses rojos", con la eventual anexión de Finlandia a la URSS. Con este fin, se estableció un gobierno títere, la "República Democrática Finlandesa" en Terijoki, bajo el liderazgo de los exiliados OW Kuusinen. Los objetivos estratégicos del Ejército Rojo incluían cortar a Finlandia por la mitad y capturar Petsamo en el norte y Helsinki en el sur. Los soviéticos habían estado construyendo sus fuerzas en la frontera durante varios meses durante las negociaciones anteriores. La Unión Soviética desplegó cuatro ejércitos compuestos de 16 divisiones y otros tres fueron puestos en posición; Mientras tanto, el ejército finlandés tenía 9 divisiones más pequeñas. Además, las fuerzas soviéticas disfrutaron de una abrumadora superioridad en el número de unidades blindadas y aéreas desplegadas. El problema con los números era un problema finlandés, ya que tenían que defender una frontera que tenía unos 1287 km (800 millas) de longitud, lo que presentaba a los defensores con una desventaja significativa.
La guerra de invierno se libró en tres etapas: el avance inicial soviético, una breve pausa y luego una nueva ofensiva soviética. La guerra se libró principalmente en tres áreas. El istmo de Carelia y el área del lago Ladoga fueron el foco principal del esfuerzo de guerra soviético. Un ataque de dos frentes, con una pinza enganchando a las fuerzas finlandesas en el istmo, mientras que la otra rodeaba el lago Ladoga en un intento de rodear a los defensores. Esta fuerza fue usada entonces para avanzar y capturar la ciudad de Viipuri. El segundo frente estaba en Carelia central, donde las fuerzas soviéticas debían avanzar a la ciudad de Oulu, cortando el país por la mitad. Finalmente, un viaje hacia el sur desde el norte fue para capturar la región de Petsamo. A fines de diciembre, los dos frentes principales se habían paralizado, ya que los finlandeses estaban contraatacando con más fuerza y los soviéticos se estaban estancando. Con el fracaso de dos de sus tres ofensivas a fines de diciembre, la sede soviética ordenó el cese de las operaciones. Para el 27 de diciembre se observó que las fuerzas soviéticas estaban cavando en el istmo de Carelia. Sin embargo, en el norte, los finlandeses habían sido rechazados en Nautsi y con refuerzos tomaron el terreno más alto para detener el avance soviético al sur de Petsamo. Durante este período, se sabe que los finlandeses han acosado columnas de suministros e incluso han llevado a cabo redadas contra posiciones soviéticas fortificadas. Siguió un período de calma en enero de 1940, cuando el ejército soviético volvió a evaluar su estrategia, se rearmó y se reabasteció.
La última fase comenzó en febrero de 1940 con un gran bombardeo de artillería que comenzó el 2 y duró hasta el 11, acompañado por redadas de reconocimiento en objetivos clave. Los soviéticos, utilizando nuevos equipos y materiales, también comenzaron a usar tácticas de rotación de tropas desde la reserva hacia el frente, presionando constantemente a los defensores finlandeses. Parecía que el Ejército Rojo tenía una cantidad inagotable de municiones y suministros, ya que los ataques siempre iban precedidos de bombardeos, seguidos de asaltos aéreos y luego movimientos aleatorios de tropas contra las líneas. Los líderes militares y gubernamentales finlandeses vieron que lo único que quedaba por hacer era negociar un tratado de paz con Moscú.
El conflicto con el pueblo finlandés, tanto militar como civil, frente a un oponente superior ganó al país mucha simpatía en todo el mundo. Sin embargo, el apoyo material de otros países era pequeño y ninguno de los vecinos de Finlandia estaba dispuesto a comprometer a sus militares en una guerra contra la URSS. La necesidad de una solución diplomática se hizo aún más evidente, después de que las fuerzas soviéticas atravesaran la línea defensiva finlandesa en el istmo de Carelia y se dirigieran hacia Viipuri. Molotov envió a Finlandia una exigente propuesta de paz. A mediados de febrero, reclamando más tierras para la URSS y significativas sanciones diplomáticas y militares. Para el 28 de febrero, Molotov hizo que su oferta fuera un ultimátum con un límite de tiempo de 48 horas, lo que empujó a los líderes finlandeses a actuar rápidamente. Los finlandeses estaban agotados y ya no podían resistir contra números tan vastos y bien provistos. Para el 13 de marzo de 1940, la guerra de invierno había terminado oficialmente, se había firmado el Tratado de Paz de Moscú y la Unión Soviética había ganado más territorio del que originalmente exigía.

### Interino de paz

Las concesiones de Finlandia en la guerra de invierno.

El período de paz que siguió a la guerra de invierno fue ampliamente considerado en Finlandia como temporal, incluso cuando se anunció la paz en marzo de 1940. A continuación se produjo un período de frenéticos esfuerzos diplomáticos y de rearme. La Unión Soviética mantuvo una intensa presión sobre Finlandia, acelerando así los esfuerzos finlandeses para mejorar el ejército del país.
Se intentaron acuerdos defensivos con Suecia y Gran Bretaña, pero la situación política y militar en el contexto de la Segunda Guerra Mundial hizo que estos esfuerzos fueran infructuosos. Finlandia luego se dirigió a la Alemania nazi en busca de ayuda militar. A medida que se acercaba la ofensiva alemana contra la Unión Soviética (Operación Barbarroja), la cooperación entre los dos países se intensificó. Las tropas nazis llegaron a Finlandia y tomaron posiciones, principalmente en Laponia, desde donde invadirían la Unión Soviética. Los militares finlandeses participaron en la planificación de la Operación Barbarroja y se prepararon para invadir la Unión Soviética junto con los nazis en el norte, e independientemente en el sur.
La Operación Barbarroja comenzó el 22 de junio de 1941. El 25 de junio, la Unión Soviética al ver el ataque alemán y sus colaboradores, lanzó un ataque aéreo masivo contra ciudades finlandesas, después de lo cual Finlandia formalmente declaró la guerra y también permitió que las tropas alemanas estacionadas en Finlandia comenzaran una guerra ofensiva. La guerra resultante en la que Finlandia se alineó completamente en el bando del eje, fue conocida por los finlandeses como la Guerra de Continuación.

### Guerra de Continuación

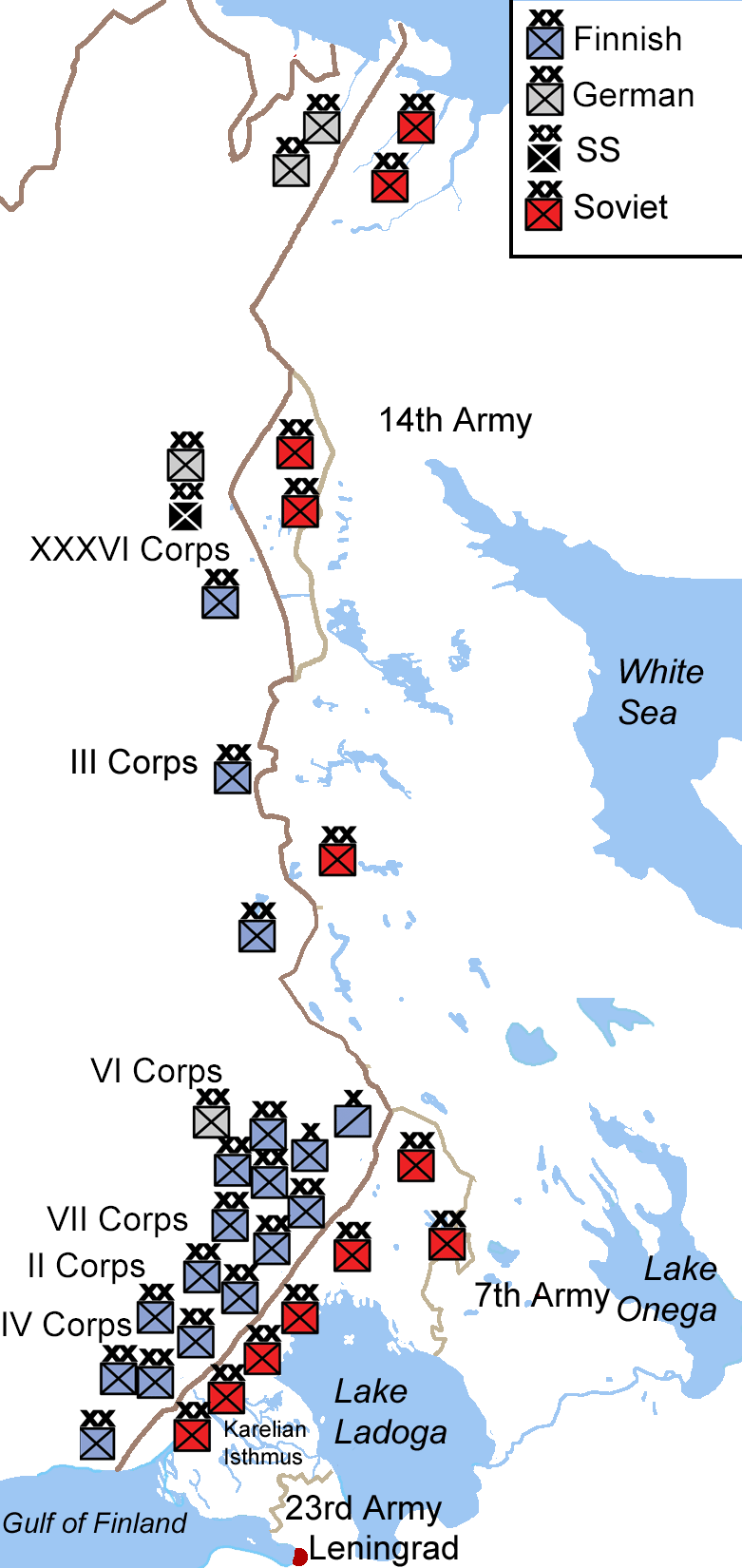
Fortalezas relativas de las tropas finlandesas, alemanas y soviéticas al inicio de la Guerra de Continuación en junio de 1941.

Durante el verano y otoño de 1941, el ejército finlandés estuvo a la ofensiva junto a los nazis, recuperando los territorios perdidos en la Guerra de Invierno. El ejército finlandés también avanzó más, especialmente en dirección al lago Onega, (al este del lago Ladoga), cerrando el bloqueo de la ciudad de Leningrado desde el norte y ocupando Carelia oriental, que nunca había sido parte de Finlandia antes. Esto hizo que el Reino Unido declarara la guerra a Finlandia el 6 de diciembre. Las tropas nazis y finlandesas en el norte de Finlandia tuvieron menos éxito, al no tomar la ciudad portuaria rusa de Murmansk durante la Operación Zorro Plateado.
El 31 de julio de 1941, el Reino Unido lanzó redadas en Kirkenes y Petsamo para demostrar su apoyo a la Unión Soviética contra la Alemania nazi y su aliado Finlandia. Estas redadas no tuvieron éxito.
En diciembre de 1941, el ejército finlandés tomó posiciones defensivas. Esto llevó a un largo período de relativa calma en la línea del frente, que duró hasta 1944. Durante este período, a partir de 1941, Finlandia se dio cuenta de que sus aliados nazis retrocederían, especialmente después de la gran derrota alemana en la Batalla de Stalingrado, se llevaron a cabo consultas de paz intermitentes. Estas negociaciones no llevaron a ningún acuerdo.
El 16 de marzo de 1944, el presidente de los Estados Unidos, Franklin D. Roosevelt, pidió formalmente que Finlandia se desvincule de la Alemania nazi para no ser recordada como un aliado de los nazis.
El 9 de junio de 1944, el Ejército Rojo lanzó una gran ofensiva estratégica contra Finlandia, alcanzando una vasta superioridad numérica y sorprendiendo al ejército finlandés y sus aliados nazis. Este ataque empujó a las fuerzas finlandesas aproximadamente a las mismas posiciones que tenían al final de la Guerra de Invierno. Con el tiempo, la ofensiva soviética se detuvo en la batalla de Tali-Ihantala, mientras aún se encontraban a decenas o cientos de kilómetros frente a la principal línea de fortificaciones finlandesa, la Línea Salpa. Sin embargo, la guerra había agotado los recursos finlandeses y se creía que el país no podría realizar otro ataque importante con la Alemania nazi.
El empeoramiento de la situación en 1944 hizo que el presidente finlandés Risto Ryti le diera a la Alemania nazi su garantía personal de que Finlandia no negociaría la paz con la Unión Soviética mientras él fuera el presidente. A cambio, Alemania entregó armas a los finlandeses. Sin embargo, después de que se detuvo la ofensiva soviética, Ryti renunció. Debido a la guerra, las elecciones no pudieron celebrarse y, por lo tanto, el Parlamento eligió al mariscal de Finlandia Carl Gustaf Emil Mannerheim, el comandante en jefe finlandés, como presidente y lo acusó de negociar la paz con los soviéticos.
El frente finlandés se había convertido en un espectáculo secundario para el liderazgo soviético, ya que estaban en una carrera por llegar a Berlín ante los aliados occidentales. Esto, y las grandes bajas infligidas al Ejército Rojo por los finlandeses, llevaron a la transferencia de la mayoría de las tropas del frente finlandés. El 4 de septiembre de 1944 se acordó un alto el fuego, y el armisticio de Moscú se firmó el 19 de septiembre.

### Armisticio de Moscú
El armisticio de Moscú fue firmado por Finlandia y la Unión Soviética el 19 de septiembre de 1944, terminando la Guerra de Continuación, aunque el tratado de paz final no se firmó hasta 1947 en París.
Las condiciones para la paz fueron similares a las acordadas previamente en el Tratado de Paz de Moscú de 1940, y Finlandia se vio obligada a ceder partes de la Carelia finlandesa, una parte de Salla e islas en el Golfo de Finlandia. El nuevo armisticio también entregó la totalidad de Petsamo a la Unión Soviética. Finlandia también acordó legalizar los partidos comunistas y prohibir las organizaciones fascistas. Finalmente, el armisticio también exigió que Finlandia debía expulsar a sus aliados nazis y a las tropas alemanas de su territorio, que fue la causa de la Guerra de Laponia.

### Guerra de Laponia

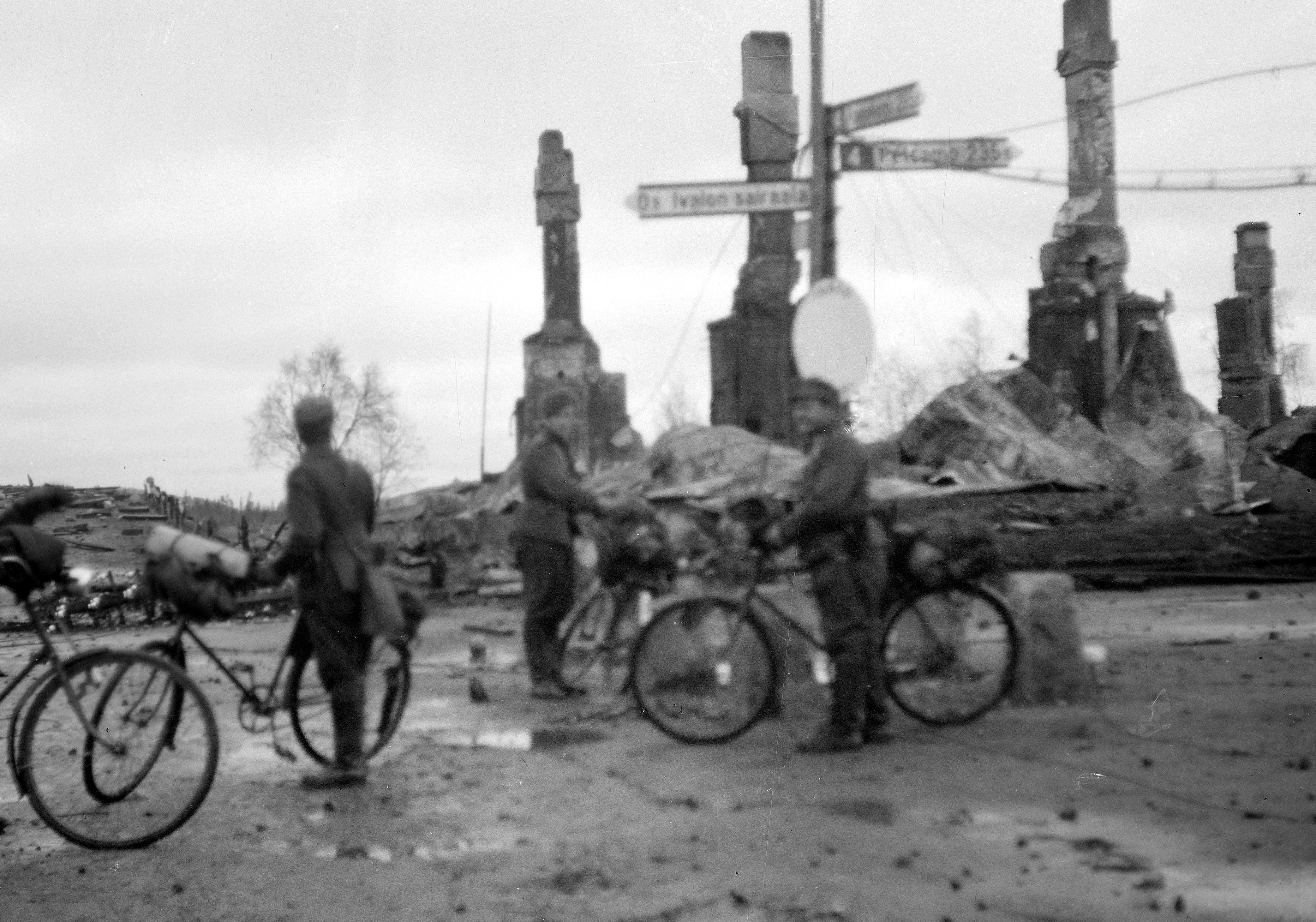
El pueblo de Ivalo destruido por los alemanes durante la guerra de Laponia.

La guerra de Laponia se libró entre Finlandia y la Alemania nazi en Laponia, la parte más septentrional de Finlandia. El principal interés estratégico de Alemania en la región fueron las minas de níquel en el área de Petsamo.
Inicialmente, la guerra fue cautelosa en ambos lados, reflejando la cooperación previa de los dos países contra su enemigo común, pero a fines de 1944 la lucha se intensificó. Finlandia y Alemania habían hecho un acuerdo informal y un calendario para que las tropas alemanas se retiraran de Laponia a Noruega. La Unión Soviética no aceptó esta "amistad finlandesa con los nazis" y presionó a Finlandia para que asumiera un papel más activo en expulsar a los alemanes de Laponia, intensificando así las hostilidades.
Los alemanes adoptaron una política de tierra quemada y procedieron a arrasar toda la mitad norte del país mientras se retiraban. Alrededor de 100.000 personas perdieron sus hogares, lo que se suma a la carga de la reconstrucción de posguerra. La pérdida real de vidas, sin embargo, fue relativamente leve. Finlandia perdió aproximadamente 1.000 soldados y Alemania aproximadamente 2.000. El ejército finlandés expulsó a la última de las tropas extranjeras nazis de su territorio en abril de 1945.

## Posguerra
La guerra había causado un gran daño a la infraestructura y la economía. Desde el otoño de 1944, el ejército y la marina finlandeses realizaron muchas operaciones de remoción de minas, especialmente en Carelia, Laponia y el Golfo de Finlandia. La remoción de minas marítimas duró hasta 1950. Las minas causaron muchas bajas militares y civiles, particularmente en Laponia.
Como parte del Tratado de Paz de París, Finlandia fue clasificada como aliada de la Alemania nazi, asumiendo su responsabilidad por la guerra. El tratado impuso fuertes reparaciones de guerra en Finlandia y estipuló el arrendamiento de la zona de Porkkala cerca de la capital finlandesa, Helsinki, como base militar durante cincuenta años. Inicialmente se pensó que las reparaciones estaban paralizando la economía, pero se hizo un esfuerzo decidido para pagarlas. Las reparaciones se redujeron en un 25% en 1948 por la Unión Soviética y se pagaron en 1952. la URSS devolvió Porkkala al control finlandés en 1956.
En los años siguientes, la posición de Finlandia fue única en la Guerra Fría . El país estaba fuertemente influenciado por la Unión Soviética, pero era el único país en la frontera soviética anterior a la Segunda Guerra Mundial que conservaba la democracia y una economía de mercado . Finlandia celebró el Acuerdo de Amistad, Cooperación y Asistencia Mutua (Tratado YYA) con la Unión Soviética en la cual la Unión Soviética aceptó el estado neutral de Finlandia. Las compras de armas se equilibraron entre Oriente y Occidente hasta la caída de la Unión Soviética.

## Evaluación

### Finlandia y la Alemania nazi
Durante la Guerra de Continuación (1941–1944) Finlandia fue co-beligerante con la Alemania nazi contra la Unión Soviética, y dependió de los envíos de alimentos, combustible y armamento de Alemania. A pesar de esto, Finlandia mantuvo un gobierno democrático independiente. Además, durante la guerra, Finlandia mantuvo a su ejército fuera de la estructura de mando alemana a pesar de los numerosos intentos de los alemanes para atarlos más estrechamente.
Los judíos finlandeses no fueron perseguidos por su escasez, e incluso entre los extremistas de la derecha finlandesa fueron muy tolerados, ya que muchos líderes del movimiento provenían del clero. De los aproximadamente 500 refugiados judíos, ocho fueron entregados a los alemanes, un hecho por el cual el primer ministro finlandés, Paavo Lipponen, emitió una disculpa oficial en el año 2000. La sinagoga de campo operada por el ejército finlandés fue probablemente un fenómeno único en el Frente Oriental de la guerra. Los judíos finlandeses lucharon junto a otros finlandeses cuando finalmente fueron obligados por los soviéticos a enfrentar a sus aliados nazis.
Alrededor de 2,600–2,800 prisioneros de guerra soviéticos fueron entregados a los alemanes a cambio de aproximadamente 2,200 prisioneros de guerra fineses en poder de los alemanes, de esto Finlandia nunca se ha disculpado. En noviembre de 2003, el Centro Simon Wiesenthal presentó una solicitud oficial al presidente finlandés, Tarja Halonen, para una investigación a gran escala por parte de las autoridades finlandesas del intercambio de prisioneros. En el estudio posterior realizado por el profesor Heikki Ylikangas, resultó que unos 2.000 de los prisioneros intercambiados se unieron al Ejército de Liberación de Rusia. El resto, en su mayoría oficiales del ejército y políticos, (entre ellos una estimación basada en el nombre de 74 judíos), muy probablemente perecieron en los campos de concentración nazis.

### Finlandia y la Segunda Guerra Mundial en general
Durante la Segunda Guerra Mundial, Finlandia fue en muchos aspectos un caso único: fue el único país europeo que limita con la Unión Soviética en 1939, que todavía estaba desocupado en 1945. De todos los países europeos que lucharon, solo tres capitales europeas nunca fueron ocupadas: Moscú, Londres y Helsinki. Era un país que estaba del lado de Alemania nazi, pero en el que los judíos nativos y casi todos los refugiados estaban a salvo de la persecución. Fue el único co-beligerante de la Alemania nazi que mantuvo la democracia durante toda la guerra. De hecho, fue la única democracia en Europa continental que se mantuvo así a pesar de ser una parte involucrada en la guerra y pelear junto al eje.
Según los registros finlandeses, 19.085 prisioneros de guerra soviéticos murieron en los campos de prisioneros de Finlandia durante la Guerra de Continuación, lo que significa que el 29.6% de los prisioneros de guerra soviéticos tomados por los finlandeses no sobrevivieron. El elevado número de muertes se debió principalmente a la desnutrición y las enfermedades. Sin embargo, se disparó a cerca de 1,000 prisioneros, principalmente cuando intentaban escapar.
Cuando el ejército finlandés controló Carelia Oriental entre 1941 y 1944, se establecieron varios campos de concentración para civiles rusos. El primer campamento se estableció el 24 de octubre de 1941, en Petrozavodsk. De estos civiles internados, 4.361 perecieron principalmente debido a la desnutrición, el 90% de ellos durante la primavera y el verano de 1942.
Finlandia nunca fue miembro formal de las potencias del Eje ya que nunca firmó el Pacto Tripartito, sino que fue ayudado en su asalto militar a la Unión Soviética por Alemania nazi desde el inicio de la Operación Barbarroja en 1941, y en su defensa contra los ataques soviéticos antes de la paz separada con la Unión Soviética en 1944. Finlandia fue dirigida por su presidente electo y el parlamento durante todo el período 1939–1945. Como resultado, algunos historiadores lo nombran como uno de los pocos casos en que un país democrático se involucró en una guerra contra uno o más países democráticos, a saber, contra las democracias de las fuerzas aliadas. Sin embargo, vale la pena señalar que casi todos los enfrentamientos militares finlandeses en la Segunda Guerra Mundial se lucharon únicamente contra la Unión Soviética, y la falta de conflictos directos específicamente con otros países democráticos lleva a otros a excluir la participación finlandesa en la Segunda Guerra Mundial. Como ejemplo de una guerra entre dos o más democracias y a diferencia de la España franquista que se mantuvo no beligerante y neutral, sí estuvo formalmente en guerra con los aliados y peleó contra ellos, mantuvo gran colaboración con los nazis entregando prisioneros de guerra, y tuvo campos de concentración.